# Mar Tomarsa
Mar Tomarsa, również Tamuza i Tumarsa – biskup Seleucji i Ktezyfonu od 363 do 371 roku. Jego pontyfikat rozpoczął się pod koniec prześladowań prowadzonych przez króla Szapura II przeciwko chrześcijanom. Podobnie jak jego poprzedników, tradycja uznaje go za jednego z Patriarchów Kościoła Wschodu.

## Życie
Po Mar Bar Baszminie, Tamuza. To chaldejskie imię jednej ze zbłąkanych gwiazd jest odpowiednikiem greckiego Aresa. Bezbożny Julian wyprawił się do Persji i stoczył walkę z Szapurem, w czasie której zginął. Król Perski został jednak ugodzony strzałą w bok i zrozumiał, że stało się to z woli Boga, ponieważ wcześniej prześladował ludzi Chrystusa. Zaprzestał więc polityki prześladowań, zawarł pokój z dowódcą Juliana Jowianem i przywrócił chrześcijanom prawo do kultu. Wówczas zebrali się biskupi i wybrali Tamuzę na katolikosa. Był on człowiekiem wielkiej cnoty i poświęcił wszystkie swe siły odbudowie kościoła. Przywrócił także dyscyplinę i namawiał wiernych do wstępowania w związki małżeńskie, do zakonów przyjmując tylko starców, liczba chrześcijan spadła bowiem w wyniku prześladowań i wielu odeszło od wiary. Pełnił swój urząd osiem lat po czym umarł i został pochowany w Seleucji.